# 降旗康男
降旗 康男（ふるはた やすお、1934年8月19日 - 2019年5月20日）は、日本の映画監督。長野県松本市出身。

## 経歴
東筑摩郡本郷村の浅間温泉街に生まれる。祖父は立憲民政党衆議院議員を務めた降旗元太郎、父は日本進歩党衆議院議員、第2次吉田内閣の逓信大臣、松本市長を歴任した降旗徳弥。地元の名士の家系であった。長野県松本深志高等学校時代からフランス映画やシャンソンに熱中し始め、フランス語を独習。『失われた時を求めて』を原文で読む輪読会に参加した。東京大学へ進学し、1957年文学部フランス文学科を卒業。同級生には安藤元雄がいた。
住友銀行副頭取だった叔父の降旗英弥を頼り、1957年に東映に入社。東映京都撮影所（以下、東映京都）で時代劇を撮るよう指示されるが、現代劇しかやりたくないと訴えて拒否する。東映東京撮影所（以下、東映東京）の中でもさらに傍流であった歌謡映画に携わり、特定の監督には就かず、レッドパージで松竹を逐われた家城巳代治や田坂具隆、佐伯清らの助監督を務めた。東宝争議の主導者であったことで知られるカメラマンの宮島義勇と出会い、大きく影響を受けた。そうした環境もあり、降旗もまた東映の労働運動に熱中していった。28歳のとき、作家村上元三の長女で7歳年下の典子と見合い結婚。やはり叔父英弥の紹介であった。1960年、ジャン＝リュック・ゴダール監督の『勝手にしやがれ』を観て大きな衝撃を受け、もう自分の出る幕はない、いつ辞めることになっても悔いはないと思っていたところで監督デビューとなった。
1966年、東映京都所長に転任していた岡田茂が『非行少女ヨーコ』で監督に昇格させた。アカ嫌いの大川博東映社長は「組合を辞めないと監督にさせない」と言ったが、当時の東映東京所長・今田智憲が「社長の前では何も言わずに笑ってろ」と機転を利かし、上手く監督デビューできた。東映は時代劇映画の人気が落ちる中で岡田茂が任侠映画に活路を見出し、俊藤浩滋がプロデューサーとして東映任侠路線を仕切っていた。監督デビュー間もない頃、鹿島建設の創業者を描いた企業映画『超高層のあけぼの』の撮影を持ちかけられたが、「成功者の映画は撮りたくない」などと断り、その後一時干され、テレビの演出が増える。1968年東映を一旦退社し、東映専属契約者となる。あるプロデューサーから「負けた者の映画を撮りたいならヤクザ映画だ。東映では俊藤さんの映画を撮らなきゃ、監督は務まらない」と言われ、アウトローのヤクザ映画を撮るのがいいという話になり、俊藤プロデュースの『獄中の顔役』を手始めに、任侠映画を多く手がけるようになった。高倉健とは、1966年の『地獄の掟に明日はない』を皮切りに以降、20本の映画でコンビを組む。東映の上層部と溝ができ、専属契約を解除して1974年フリー。以降、山口百恵主演の『赤いシリーズ』などテレビ映画の監督を多数務めた。
高倉健主演の任侠映画の大ファンであった倉本聰の熱烈なラブコールもあり、1978年の『冬の華』で東映ヤクザ映画に復帰。本来は山下耕作が監督をする予定だったが、倉本と意見が合わずに降板したため、倉本の大学の先輩である降旗がピンチヒッターとして起用された。これ以降、「降旗＆高倉」はゴールデンコンビとされるようになった。
1999年、やはり高倉健が主演を務めた『鉄道員』で日本アカデミー賞監督賞・脚本賞を受賞。2002年に紫綬褒章、2008年には旭日小綬章を受章した。80歳を過ぎてからもメガホンを執った監督として知られた。
『追憶』撮影終了後の2016年にパーキンソン病を発症し、療養生活に入る。2019年5月20日9時44分、肺炎のため東京都内で死去。84歳没。

## 人物
- 降旗とのコンビで『地獄の掟に明日はない』『ホタル』など数々の作品を作り上げた高倉健は、寡黙で撮影現場ではほとんど声を張り上げて指示を出さない降旗に対し、コンビを組むことの多いカメラマンの木村大作が大変なおしゃべりで大声で現場を仕切るため、初めて呼ばれる役者は木村が監督だと勘違いすることもしばしばあると、自身のエッセイ「あなたに褒められたくて」でユーモラスに紹介していた。一見すると頼りないようにも思えるが、木村のような個性の強いカメラマンに撮影された作品でも、必ず降旗の個性の出た降旗作品に仕上がると語っている。
- 木村自身も同様に「いくら撮影を頑張ってもやっぱり降旗映画」になると語っている[26]。
- 野村正昭は「任侠映画を手がけても降旗の映画には、フランス映画のようなどことなく垢抜け、洒落た雰囲気があった」と評している[6]。
- 1978年には、東映の吉川進プロデューサーから「『スパイダーマン』の監督をやってみないか?」と声をかけられたことがあり、しばらく後になって「いつになったら俺に『スパイダーマン』を監督させてくれるんだ」と意外な返答をしたこともあったという[27]。
- 保守政治家の家に生まれたが、東映時代の労働組合運動の影響もあり、日本共産党の支持者として知られていた。

## 監督作品

### 劇場作品
1966年
- 非行少女ヨーコ（東映東京）
- 地獄の掟に明日はない（東映東京）

1967年
- ギャングの帝王（東映東京）
- 懲役十八年 仮出獄（東映東京）

1968年
- 獄中の顔役（東映東京）
- 裏切りの暗黒街（東映東京）

1969年
- 現代やくざ 与太者の掟（東映東京）
- 現代やくざ 与太者仁義（東映東京）
- 新網走番外地 流人岬の血斗（東映東京）

1970年
- 日本女侠伝 真赤な度胸花（東映京都）
- 任侠興亡史 組長と代貸（東映東京）
- 捨て身のならず者（東映東京）
- 新網走番外地 大森林の決斗（東映東京）
- 新網走番外地 吹雪のはぐれ狼（東映東京）

1971年
- ごろつき無宿（東映東京）
- 新網走番外地 嵐を呼ぶ知床岬（東映東京）
- 新網走番外地 吹雪の大脱走（東映東京）

1972年
- 日本暴力団 殺しの盃（東映京都）
- 新網走番外地 嵐呼ぶダンプ仁義（東映東京）

1973年
- 色魔狼（東映東京）

1974年
- 夜の演歌 しのび恋（東映東京）

1978年
- 冬の華（東映京都）

1979年
- 本日ただいま誕生（新世映画新社）
- わが青春のイレブン（家城プロ）
- 日本の黒幕（東映京都）

1981年
- 仕掛人梅安（東映＝東映太秦映画村）
- 駅 STATION（東宝映画）

1983年
- 居酒屋兆治（田中プロ）

1985年
- 魔の刻（東映セントラルフィルム）
- 夜叉（東宝＝グループ・エンカウンター）

1987年
- 別れぬ理由（東映東京）

1989年
- 将軍家光の乱心 激突（東映京都）
- 極道の妻たち 三代目姐（東映京都）
- あ・うん（東宝映画＝フィルムフェイス）

1990年
- タスマニア物語（フジテレビ）
- 遺産相続（東映京都）

1991年
- 首領になった男（松プロ）

1992年
- 寒椿（東映京都）

1994年
- 新極道の妻たち 惚れたら地獄（東映京都撮影所）

1995年
- 藏（東映＝松プロ ）

1997年
- 現代仁侠伝（東映京都撮影所）

1999年
- 鉄道員（ぽっぽや）（東映・「鉄道員」製作委員会 ）

2001年
- ホタル（東映・「ホタル」製作委員会）

2004年
- 赤い月（「赤い月」製作委員会）

2006年
- 単騎、千里を走る。（日本編監督）

2007年
- 憑神（東映・「憑神」製作委員会）

2012年
- あなたへ（東宝・「あなたへ」製作委員会）

2013年
- 少年H（東宝・「少年H」製作委員会）

2017年
- 追憶（東宝・「追憶」製作委員会）

### テレビドラマ
- 刑事さん 第1シリーズ 第2話「女の証言」（1967年5月7日、NET）
- 泣いてたまるか 第64話「あゝお父さん」（1967年12月3日、TBS）
- 日本剣客伝 第1話「宮本武蔵」（1968年4月3日、NET）
- キイハンター（TBS）
  - 第21話「拳銃あねご潜入作戦」（1968年8月24日）
  - 第37話「殺人鬼お呼びの時間」（12月14日）
  - 第50話「空中サーカス強盗団」（1969年3月15日）
  - 第54話「それゆけ発狂作戦」（4月12日）
  - 第139話「殺し屋とデートする女」（1970年11月28日）
  - 第159話「腰抜けギャング，がい骨争奪戦」（1971年4月12日）
- 新書太閤記（1973年5月2日 - 9月6日、NET）
- サスペンスシリーズ「人妻恐怖 地獄道路」（1973年9月14日、TBS）
- 水滸伝（日本テレビ）
  - 第13話「荒野の三兄弟」（1973年12月25日）
  - 第14話「決戦！祝家荘」（1974年1月1日）
  - 第17話「林中・宿敵に挑む」（1月22日）
  - 第18話「風雲・高唐州！」（1月29日）
- 大盗賊（フジテレビ）
  - 第5話「用心棒で稼げ!」（1974年8月3日）
  - 第6話「あの国を取れ!」（8月10日）
  - 第9話「同心を警護しろ!」（8月31日）
  - 第12話「鬼面をはがせ!」（9月21日）
- おんな浮世絵・紅之介参る!（日本テレビ）
  - 第1話「八百八町コマが舞う」（1974年10月6日）
  - 第2話「女売ります」（10月13日）
- 赤い迷路（TBS）
  - 第4話「姉弟」（1974年10月25日）
  - 第8話「出会い」（11月22日）
  - 第11話「ふたりの秘密」（12月13日）
  - 第15話「冬の抱擁」（1975年1月10日）
  - 第17話「家出」（1月24日）
  - 第19話「心の亀裂」（2月7日）
  - 第21話「約束」（2月21日）
  - 第23話「誤解」（3月7日）
- プレイガールＱ 第4話「エデンの熟れた果実」（1974年10月28日、東京12チャンネル）
- TOKYO DETECTIVE 二人の事件簿（朝日放送）
  - 第4話「死を呼ぶ回転ベッド」（1975年4月22日）
  - 第7話「戦後30年の逆さ吊り」（5月13日）
  - 第16話「大阪ふたりぼっち」（7月15日）
  - 第23話「あたしは殺される!」（9月2日）
  - 第34話「純愛伝説」（11月18日）
- 剣と風と子守唄（日本テレビ）
  - 第7話「狂った野望」（1975年5月13日）
  - 第8話「孤雁の群れ」（5月20日）
  - 第10話「華麗なる刺客」（6月3日）
  - 第26話「壊滅恩讐の里」（9月23日）
- 俺たちの勲章（日本テレビ）
  - 第9話「重い拳銃」（1975年6月11日）
  - 第10話「小鳥の審判」（6月18日）
  - 第17話「子守唄」（9月10日）
  - 第19話「わかれ」（9月24日）
- 赤い疑惑（TBS）
  - 第3話「悲恋のはじまり」（1975年10月17日）
  - 第5話「父親はだれ？」（10月31日）
  - 第15話「秘密を知った娘・幸子」（1976年1月9日）
  - 第17話「青春の血よ永遠に」（1月23日）
- 大都会 闘いの日々（日本テレビ）
  - 第3話「身がわり」（1976年1月20日）
  - 第5話「めぐり逢い」（2月3日）
  - 第11話「大安」（3月16日）
  - 第12話「女ごころ」（3月23日）
- 赤い運命（TBS）
  - 第1話「再会・それは悲劇のはじまり」（1976年4月23日）
  - 第3話「親をかばう血の叫び」（5月7日）
  - 第5話「母の記憶がもどる時」（5月21日）
  - 第7話「父ふたり・母は今？」（6月4日）
  - 第9話「秘密は父の胸ふかく･･･」（6月18日）
  - 第11話「愛と憎しみの間に」（7月2日）
  - 第13話「ひとりぼっちの我が娘」（7月16日）
  - 第15話「今こそ我が娘にすべてを」（7月30日）
  - 第17話「夏の朝、娘は消えた」（8月13日）
  - 第19話「父の決断の時は来た」（8月27日）
  - 第21話「父よ娘よ、母よ子よ！」（9月10日）
  - 第23話「母ふたり、父ふたり」（9月24日）
  - 第25話「破滅の時が今、父の目前に」（10月8日）
  - 第28話「運命の父と娘に幸せは？」（10月29日）
- 夜明けの刑事（TBS）
  - 第95話「フランケンシュタインの怒り」（1976年12月1日）
  - 第97話「ママあたしを殺さないで!」（12月15日）
  - 第105話「あたし幸せになれますか?」（1977年2月9日）
  - 第110話「危うし!女刑事」（1977年3月16日）
- 新・二人の事件簿 暁に駆ける! 第23話「婚約者が危ない!」（1977年1月4日、朝日放送）
- 赤い衝撃（TBS）
  - 第11話「阿蘇に煙る父母の秘密」（1977年1月21日）
  - 第12話「それは言えない！幻の父」（1月28日）
  - 第17話「母の殺人」（3月4日）
  - 第20話「涙の恋 サンゴ礁の海に散る」（3月25日）
  - 第22話「私のすべてを捧げます」（4月8日）
  - 第26話「娘は悲しい…父二人の争い！」（5月6日）
- 新・夜明けの刑事 第10話「彼のためなら死んでもいい!」（1977年6月22日、TBS）
- 赤い激流（TBS）
  - 第6話「生きかえった夫の復讐」（1977年7月8日）
  - 第8話「パリからの哀しい便り」（7月22日）
  - 第15話「殺された夫からの電話？」（9月9日）
  - 第16話「死んだ父さんの復讐が始まる」（9月16日）
  - 第22話「死刑の前の結婚式」（10月28日）
  - 第23話「あゝ悲し!!家族の中に犯人が！」（11月4日）
- 白い荒野（TBS）
  - 第2話「勇気ある告白」（1977年10月14日）
  - 第3話「海辺の殺意」（10月21日）
  - 第10話「さようならマラソン先生」（12月9日）
  - 第11話「あばかれた過去の秘密」（12月16日）
  - 第14話「友よ春に向かって」（1978年1月6日）※青木敏と共同
  - 第15話「誘拐されたあいつの叫び」（1月20日）
  - 第20話「初恋にさようなら」（2月17日）
  - 第21話「いのちある日に歌え!」（2月24日）
  - 第26話「いつか緑の草原に」（3月31日）※青木敏と共同
- 赤い絆（TBS）
  - 第4話「あなたの愛をありがとう」（1977年12月23日）
  - 第7話「雪の日の衝撃」（1978年1月13日）
  - 第9話「私は母の愛の証」（1月27日）
  - 第13話「引き裂かれた二人の夜」（2月24日）
- 赤い激突（TBS）
  - 第7話「命の絶唱!妻の私を殺して」（1978年8月4日）
  - 第8話「父と娘の戦争!!」（8月11日）
  - 第9話「家族の中で第一の殺人!!」（8月18日）
  - 第20話「愛の殺人は私が犯人です!!」（11月3日）
- 土曜ワイド劇場（テレビ朝日）
  - 「女の決闘」（1979年11月10日）
  - 「千草検事の大逆転!」（1980年1月19日）
  - 「危険な愛情」（1980年5月17日）
  - 「女弁護士朝吹里矢子4 三重逆転！」（1980年5月31日）
  - 「化けた花嫁」（1980年11月29日）
  - 「誘惑されて地獄行き」（1981年9月26日）
  - 「殺人日記」（1982年7月10日）
  - 「殺しの連鎖反応」（1983年1月29日）
  - 「誘惑されたい女」（1983年5月7日）
  - 「牟田刑事官事件ファイル1 事件の眼」（1983年10月15日）
  - 「牟田刑事官事件ファイル2 女たちの殺人パーティー」（1985年5月11日）
  - 「女流作詞家殺人事件」（1986年2月22日）
  - 「牟田刑事官事件ファイル6 奥鬼怒川湯けむり渓谷の殺意」（1987年1月17日）
  - 「もう一つの旅路」（1991年11月30日）
  - 「運命の銃口」（1992年11月21日）※朝日放送制作
  - 「写楽殺人事件」（1993年10月9日）
- 大空港（フジテレビ）
  - 第70話「国際強盗団潜入 五億円の名画を追え!」（1980年1月28日）
  - 第71話「銃声は風に哭いた さらば愛しき女よ」（2月4日）
- 87分署シリーズ・裸の街 第8話「被害者の顔」（1980年6月2日、フジテレビ）
- 木曜ゴールデンドラマ（読売テレビ）
  - 「羆嵐」（1980年11月27日）
  - 「母と子の灯」（1983年11月17日）
  - 「冬かもめ心中」（1986年4月17日）
- 噂の刑事トミーとマツ 第2シリーズ 第20話「絶望! 火葬場行き死の特急便」（1982年6月2日、TBS）
- 春の傑作推理劇場「嫉妬」（1982年3月4日、テレビ朝日）
- ザ・サスペンス（TBS）
  - 「偽造の太陽」（1982年11月20日）
  - 「山之内家の惨劇」（1983年6月11日）
- 火曜サスペンス劇場（日本テレビ）
  - 「神の怒色」（1984年7月24日）
  - 「哀しき誘拐」（1985年11月19日）
  - 「逃げたい女」（1993年4月20日）
- サントリーミステリースペシャル「澪つくし高校連続殺人事件」（1985年12月6日、朝日放送）
- 金曜女のドラマスペシャル（フジテレビ）
  - 「雨の日の訪問者」（1986年7月18日）
  - 「風の中の秘密」（1986年12月5日）
  - 「雪の朝に」（1987年5月1日）
- 新春特別企画ドラマ「徳川家康」（1988年1月1日、TBS）
- 四匹の用心棒 (5) かかし半兵衛無頼旅（1993年10月7日、テレビ朝日）
- 新春大型時代劇スペシャル「愛と野望の独眼竜 伊達政宗」（1995年1月1日、TBS）
- 朝日放送創立45周年記念番組 時代小説大賞スペシャル「海鳴りやまず 八丈鬼火島」（1995年4月4日、朝日放送）
- オールスター時代劇「元禄太平記」（1995年10月7日、テレビ朝日）
- 大江戸弁護人走る!（1996年4月4日 - 9月、テレビ朝日）
- 刑事追う! 第3話「裁きの日」（1996年4月22日、テレビ東京）
- 大型時代劇スペシャル 「忍者返し水の城」（1996年4月30日、朝日放送）
- 12時間超ワイドドラマ「家康が最も恐れた男 真田幸村」（1998年1月2日、テレビ東京）※第1、6部

## 脚本
- 1967年 懲役十八年 仮出獄 （東映東京）
- 1971年 新網走番外地 吹雪の大脱走（東映東京）
- 1999年 鉄道員（「鉄道員」製作委員会）
- 2001年 ホタル（「ホタル」製作委員会）
- 2004年 赤い月（「赤い月」製作委員会）
- 2007年 憑神